# Кендектамак
Кендектама́к (баш. Кендектамак) — село в Туймазинском районе Республики Башкортостан Российской Федерации. Входит в состав Николаевского сельсовета.

## География

### Географическое положение
Расстояние до:
- районного центра (Туймазы): 21 км,
- центра сельсовета (Николаевка): 6 км,
- ближайшей ж/д станции (Кандры): 22 км.

## История
Кендектамак был основан ясачными татарами на основании указа Палаты Гражданского суда Уфимского наместничества от 11 февраля 1785 года.
В «Списке населенных мест по сведениям 1870 года», изданном в 1877 году, населённый пункт упомянут как деревня Кындык-Тамак 2-го стана Белебеевского уезда Уфимской губернии. Располагалась при речках Усени и Кандыке, на просёлочной дороге из Белебея в Мензелинск, в 45 верстах от уездного города Белебея и в 15 верстах от становой квартиры в селе Верхне-Троицкий Завод. В деревне, в 67 дворах жили 352 человека (173 мужчины и 179 женщин, татары), были мечеть, водяная мельница. Жители занимались пчеловодством.

## Население
| 2002 | 2009 | 2010 |
| ---- | ---- | ---- |
| 442  | ↗469 | ↗475 |

Национальный состав
Согласно переписи 2002 года, преобладающая национальность — башкиры (76 %).